# Udaipur
Udaipur (IPA: [ʊdəjpʊɾ], ) (ISO 15919: Udayapura) je mesto in občinska korporacija v okrožju Udaipur v zvezni državi Radžastan v Indiji. Znano je tudi kot mesto jezer. Je upravni sedež okrožja Udaipur. Je zgodovinska prestolnica kraljevine Mevar v nekdanji agenciji Radžputana. Ustanovil ga je leta 1559 Udai Singh II. iz Sisodia klana Radžputov, ko je preselil svojo prestolnico iz mesta Čitorgarh v Udaipur, potem ko je Čitorgarh oblegal Akbar. Kot glavno mesto je ostal do leta 1818, ko je postal britanska knežja država, nato pa je provinca Mevar postala del Radžastana, ko je Indija leta 1947 pridobila neodvisnost.
Mesto stoji v najjužnejšem delu Radžastana, blizu meje z Gudžaratom. Obdaja ga pogorje Aravali, ki ga ločuje od puščave Thar. Je skoraj sredi dveh večjih indijskih metro mest, približno 660 km od Delhija in 800 km od Mumbaja. Poleg tega povezljivost s pristanišči Gudžarata daje Udaipurju strateško geografsko prednost. Udaipur je dobro povezan z bližnjimi mesti in državami s cestnim, železniškim in zračnim prometom. Mesto oskrbuje letališče Maharana Pratap. Pogosti jeziki, ki jih govorijo, so hindijščina, angleščina in radžastanščina (mevari).
Udaipur, ki ga je britanski administrator James Tod poimenoval »najbolj romantično mesto na celini Indije«, je turistična destinacija in je znan po svoji zgodovini, kulturi, slikovitih lokacijah in palačah iz obdobja Radžputa. Mesto ima sedem jezer. Pet večjih jezer in sicer jezero Fateh Sagar, jezero Pičola, jezero Svaroop Sagar, Rangsagar in jezero Doodh Talai, je bilo vključenih v projekt obnove Nacionalnega načrta za ohranjanje jezer (NLCP) indijske vlade. Poleg jezer je Udaipur znan tudi po zgodovinskih utrdbah in palačah, muzejih, galerijah, naravnih lokacijah in vrtovih, arhitekturnih templjih, pa tudi po tradicionalnih sejmih, festivalih in stavbah. Zaradi več jezer, ki so tukaj, ga včasih imenujejo Vzhodne Benetke. Gospodarstvo Udaipurja poganja predvsem turizem, čeprav prispevajo tudi minerali, predelava marmorja, kemična proizvodnja in razvoj, elektronska proizvodnja in obrtna industrija. Udaipur gosti več državnih in regionalnih javnih uradov, vključno z uradi direktorja rudarstva in geologije, komisarja za trošarine, komisarja za razvoj plemenskega območja, Hindustan Zinc Limited in Rajasthan State Mines and Mineral Corporation Limited. Poleg tega se Udaipur povečuje tudi kot izobraževalno središče s 5 univerzami, 14 fakultetami in več kot 160 srednjimi šolami. Udaipur je dom IIM Udaipur, pete najboljše menedžerske institucije v državi glede na lestvico NIRF, ki jo je izdal MHRD.

## Zgodovina

### Prazgodovinska doba
Breg reke Ahar je bil naseljen okoli leta 2000 pr. n. š't. Obstajajo sledi dveh različnih civilizacij, ki zagotavljajo trditve o najzgodnejših prebivalcih kulture Ahar: prvi so Bhil/Bheels, domorodna plemena, ki so nastala na tem mestu in še vedno prebivajo na tem območju v velikem številu. Drugi odtisi so bili Radžputi, ki so nekoč vstopili v zaprto dolino in nato še stoletja živeli na tem mestu.

### Ustanovitev kot mesto
Udaipur je leta 1559 ustanovil Maharana Udai Singh II. v rodovitni dolini Girva jugozahodno od Nagde, ob reki Banas. Mesto je bilo ustanovljeno kot nova prestolnica kraljestva Mevar. Na tem območju je že bilo cvetoče trgovsko mesto Ajad, ki je služilo kot glavno mesto Mevarja v 10. do 12. stoletju. Regija Girva je bila torej že dobro znana vladarjem Čitauda, ki so se vanjo preselili, ko je ranljivo planoto Čitaurgarh ogrožal sovražni napad. Rana Udai Singh II. se je po pojavu artilerijskega vojskovanja v 16. stoletju med svojim izgnanstvom v Kumbhalgarhu odločil, da bo svojo prestolnico preselil na bolj varno lokacijo. Ajad je bil nagnjen k poplavam, zato je izbral greben vzhodno od jezera Pičola za začetek svoje nove prestolnice, kjer je med lovom v vznožju pogorja Aravali naletel na puščavnika. V mitu je puščavnik blagoslovil kralja in mu naročil, naj na tem mestu zgradi palačo, ter mu zagotovil, da bo dobro zaščitena. Udai Singh II. je posledično na tem mestu ustanovil rezidenco. Novembra 1567 je mogulski cesar Akbar osvojil Čitor. Da bi zaščitil svoje ozemlje pred napadi, je Rana Udai Singh zgradil šest kilometrov dolgo mestno obzidje s sedmimi vrati, in sicer Suradžpole, Čandpole, Udiapole, Hathipole, Ambapole, Brahmpole, Delhijska vrata in Kišanpole. Območje znotraj teh obzidij in vrat je še vedno znano kot staro mesto ali obzidano mesto.
Septembra 1576 je Akbar sam prispel v Udaipur in tam ostal 6 mesecev do maja 1577. Leta 1615 je Rana Amar Singh sprejel vazalstvo mogulski vladavini pod cesarjem Džahangirjem in Udaipur je ostal glavno mesto države, ki je leta 1818 postala kneževska država Britanske Indije. Ker je bila gorata regija in neprimerna za težko oklepne mogulske konje, je Udaipur ostal varen pred mogulskim vplivom kljub velikemu pritisku. Trenutno je Maharana Mahendra Singh Mevar 76. skrbnik dinastije Mevar.

## Geografija
Udaipur je na 24°31′30″N 73°40′38″E / 24.525049°N 73.677116°E. Mesto pokriva površino 64 km² in leži na nadmorski višini 598 m. Leži v južni regiji Radžastana, blizu meje z Gudžaratom. Mesto leži 403 km jugozahodno od glavnega mesta države Džaipur in 250 km severovzhodno od Ahmedabada.
Udaipur z jezeri leži na južnem pobočju pogorja Aravali v Radžastanu. Severni del okrožja je na splošno sestavljen iz povišanih planot, medtem ko ima vzhodni del obsežne odseke rodovitnih ravnic. Južni del je prekrit s skalami, hribi in gostim gozdom. V pogorju Aravali sta dva pomembna prehoda, tj. Desuri Nal in Saoke, ki služita kot povezava med Udaipurjem in okrožjem Džodhpur.
Jezera v mestu, ki so med seboj povezana, tvorijo jezerski sistem, ki podpira in vzdržuje obnavljanje podzemne vode, razpoložljivost vode za pitje, kmetijstvo, industrijo in je vir zaposlovanja prek turizma. Jezerski sistem ima tri glavna jezera v zgornjem povodju, šest jezer znotraj občinskih meja in eno jezero v spodnjem toku. Jezerski sistem Udaipur, ki izhaja iz reke Berač (bazen Banas) in njenih pritokov, je sestavni del zgornjega porečja Berač. Zgornje porečje Berač je del rečnega sistema Gangetic, kjer se reka Berač sreča z reko Ganges skozi reke Banas, Čambal in Jamuna.
Jezerski sistem Udaipur lahko razdelimo v naslednje kategorije:
- Zgornja jezera: jezero Badi, Čhota Madar in Bada Madar
- Mestna jezera: jezero Pičola, jezero Fateh Sagar, jezero Svarop Sagar, Rang Sagar, Kumharia Talab, Goverdhan Sagar.
- Nizvodno jezero: jezero Udaisagar
- Reka: reka Ajad

- Maharana Fateh Singh (1884–1930) iz Udaipurja, na kraljevi barki v jezeru Pičola
- Pogled na jezero Fateh Sagar od daleč
- Pogled na Udaipur iz mestne palače, Udaipur
- Pogled na Udaipur iz mestne palače

Mesto Udaipur ima vroče polsuho podnebje. V mestu Udaipur prevladujejo trije glavni letni časi, poletje, monsun in zima. Ker je Udaipur v puščavskih deželah Radžastana, sta podnebje in vreme običajno vroča. Poletna sezona traja od sredine marca do junija in se dotakne temperature od 23 °C do 44 °C v mesecih od marca do junija. Monsuni pridejo v mesecu juliju, napovedani s prahom in nevihtami. S svojim zelenjem in jezeri je mesto ena najboljših monsunskih destinacij v državi. Zimska sezona prevladuje od meseca oktobra do meseca marca. Vlažnost med monsuni se s prihodom zime zmanjša. V mestu so prijetni sončni dnevi in prijetno hladne noči s temperaturo od 5 °C do 30 °C.
Monsunsko in zimsko podnebje Udaipurja je najbolj privlačen čas za obisk. Turisti pridejo v velikem številu kadarkoli od sredine septembra do konca marca ali začetka aprila. Tudi v januarju, najhladnejšem mesecu, so dnevi svetli, sončni in topli z najvišjo temperaturo okoli 28,3 °C. Jutra, večeri in noči so hladni.

### Nacionalni geološki spomenik Jharmar Kotra
Stromatolitni fosilni park Džharmar Kotra v Džharmar Kotri jugovzhodno od Udaipurja je Indijski geološki zavod (GSI) razglasil za nacionalne geološke spomenike Indije zaradi njihove zaščite, vzdrževanja, promocije in krepitve geoturizma.

### Gosan v mineraliziranem pasu Radžpura-Dariba
Mineraliziran pas Gosan v Radžpura-Dariba, ki ga sestavlja gosan (močno oksidirana, preperela ali razpadla kamnina, običajno zgornji in izpostavljeni del rudišča ali mineralne žile), je Indijski geološki zavod (GSI) razglasil za nacionalne geološke spomenike Indije zaradi njihove zaščite, vzdrževanja, promocije in krepitve geoturizma.

## Demografija
Po popisu leta 2011 je imelo mesto Udaipur 451.100 prebivalcev. Vključno s predmestji zunaj mestnih meja je bilo prebivalcev 474.531. Po podatkih je leta 2011 v mestu živelo 233.959 moških in 217.141 žensk. Skupno število prebivalcev v starostni skupini 0–6 let je bilo 47.932. Razmerje med spoloma v mestu je bilo 928. Razmerje med spoloma otrok (0–6 let) je bilo 866.
Glede na ocenjene podatke o prebivalstvu za leto 2019 je bilo 662.992 prebivalcev. V zadnjih letih se je rast prebivalstva Udaipurja neverjetno povečala zaradi vremena, sproščujočega okolja in čudovitih krajev za obisk v bližini.
Udaipur ima povprečno efektivno stopnjo pismenosti 90,43 odstotka v primerjavi z državnim povprečjem 74,04 odstotka: stopnja pismenosti moških je 95,41 odstotka, stopnja pismenosti žensk pa 85,08 odstotkov.
Hindijščina in mevari sta glavna jezika, ki se govorita v Udaipurju. V mestu se uporabljajo tudi drugi jeziki kot so marvari, vagdi, urdujščina in gudžarati.
Hinduizem je glavna vera v mestu, saj je 72,9 % prebivalstva mesta hindujcev. Muslimani so na drugem mestu s 15,6 %. Mesto ima tudi veliko džainistično skupnost. Džainisti predstavljajo približno 10 % prebivalstva Udaipurja v primerjavi z nacionalnim povprečjem 0,37 %.

## Gospodarstvo
Udaipur ima raznoliko gospodarsko bazo. Glavni prispevki k mestnemu gospodarstvu prihajajo iz turizma, kmetijstva in mineralne industrije. Sektorji domače obrti in domače industrije igrajo pomembno vlogo pri prispevanju k rastočemu gospodarstvu. Mesto je bilo vključeno tudi v misijo pametnih mest, ki jo je sprožila indijska vlada in je izbrano na seznam prvih 20 mest, ki bodo razvita kot pametna mesta. Po popisu prebivalstva v Indiji leta 2001 je bilo 36 % prebivalcev Udaipurja redno zaposlenih.
Udaipur je znan po ročnih delih, kot so slike, izdelki iz marmorja, srebrni izdelki in terakota. Shilpgram je platforma, kjer se razvijajo regionalni rokodelski in ročno izdelani izdelki. Rokodelske bazarje organizira Shilpgram z namenom spodbujanja regionalne umetnosti in obrti, rokodelstva in ročnega statve.
Turizem
Udaipur je s svojimi jezeri ter zgodovinskimi palačami in arhitekturo glavna destinacija za turiste, domače in tuje, ki obiščejo državo. Leta 2016 je Udaipur obiskalo več kot 1,4 milijona turistov. S številnimi hoteli, ki služijo gostujočim turistom, je Udaipur dom nekaterih najbolj priljubljenih luksuznih hotelov in letovišč v državi. Oberoi Udaivilas je bil leta 2015 uvrščen med hotel številka 1 na svetu. Tadž Lake Palace in Leela Palace Udaipur sta med najdražjimi hoteli v državi. Z različnimi drugimi priznanimi hotelskimi verigami, ki so prisotne v mestu, je turistični sektor dokaj veliko prispeval h gospodarski rasti in slavi Udaipurja.
Industrija kovin in mineralov
Okrožje Udaipur je še posebej bogato z mineralnimi viri, saj je tukaj veliko različnih pomembnih mineralov. Baker, svinec, cink in srebro, industrijski minerali, kot so fosfat, azbest, kalcit, apnenec, smukec (milni kamen), bariti, volastonit in marmor so glavni pogonski viri za industrijo s sedežem v mestu. Marmor se tu izključno koplje, obdeluje in izvaža po vsem svetu. Industrija marmorja je dobro postavljena in uveljavljena z ustrezno infrastrukturo in tehnološko podporo za rudarjenje in predelavo. To je največji sektor, ki daje zaposlitev številnim ljudem v mestu in priseljencem iz bližnjih območij. Udaipur je tudi dom drugega največjega proizvajalca cinka na svetu, Hindustan Zinc.
Kmetijstvo
Kmetijstvo, tako kot v večini drugih delov države, ostaja vodilni sektor v mestnem gospodarstvu. Glavni pridelki na tem območju so koruza in džovar v sezoni Kharif (izraz za monsunske pridelke) ter pšenica in gorčica v sezoni Rabi (zimski pridelki). Stročnice, zemeljski oreščki in zelenjava so nekateri izmed glavnih živilskih proizvodov, pridelanih v mestu. Univerza za kmetijstvo in tehnologijo Maharana Pratap si skupaj s svojimi pridruženimi institucijami že od svoje ustanovitve prizadeva za prepoznavanje, oblikovanje, pripravo in prilagajanje novih tehnik na področju proizvodne tehnologije za razvoj kmetijstva.

## Znamenitosti
| Slika | Ime                               | Obdobje     | Opis |
| ----- | --------------------------------- | ----------- | --- |
|       | Mestna palača, Udaipur            | 1559        | Na vzhodnem bregu jezera Pičola stoji ogromen niz palač, zgrajenih v različnih obdobjih od leta 1559. Njen glavni vhod je skozi trojno obokana vrata - Tripolia, zgrajena leta 1725. Ta vrata vodijo do vrste dvorišč, prekrivajočih se zidov, teras, hodnikov in vrtov. V palači je zdaj muzej s številnimi starinskimi predmeti, slikami, okrasnim pohištvom in posodami iz kraljeve dobe. |
|       | Jezerska palača                   | 1743–1746   | Jezerska palača, ki leži nad otokom v jezeru Pičola, je bila zgrajena kot kraljeva poletna palača. Zgrajena iz belega marmorja, je zdaj luksuzni hotel s 5 zvezdicami, ki deluje pod zastavo Tadž Hotels Resorts and Palaces. |
|       | Džag Mandir                       | 1551–1652   | Džag Mandir je palača, zgrajena na otoku v jezeru Pičola. Znana tudi kot Palača jezerskega vrta, so jo zgradili trije Maharani iz kraljestva Mevar. Gradnja se je začela leta 1551 in je bila dokončana do leta 1652. Kraljeva družina je palačo uporabljala kot poletno letovišče in palačo za užitek. |
|       | Kesarijadži tempelj               | 9. stoletje | Tempelj je posvečen Lordu Rishabhu devu, prvemu Jain Tirthankari. Dvainpetdeset vrhov templja se vidi od daleč. Glavni idol v templju je Tirthankara Rishabha, izklesan v črnem kamnu v drži padmasana, visok približno 1,1 m |
|       | Monsunska palača in biološki park | -           | Monsunska palača, znana tudi kot palača Sadždžan Garh, je bila zgrajena kot astronomsko središče za spremljanje gibanja monsunskih oblakov na tem območju in je služila tudi kot poletno letovišče Maharanov. Zgrajena je iz belega marmorja in stoji na vrhu Bansdara v pogorju Aravali na nadmorski višini 944 m. Palača ima pogled na mestna jezera, palače in okoliško pokrajino. Pod Monsunsko palačo so v letih 2004-2005 začeli graditi biološki park. V tem parku je veliko vrst živali in ptic, pripeljanih iz različnih delov sveta, in je vreden obiska v Udaipurju. |
|       | Džagdiš tempelj                   | 1651        | Džagdiš tempelj je velik hindujski tempelj sredi Udaipurja, ki ga je zgradil Maharana Džagat Singh I. Ta tempelj je ključno turistično mesto v mestu in je primer arhitekture Maru-Gurdžara. |
|       | Eklingdži                         | -           | Tempelj Eklingdži, posvečen bogu Šivi in se nahaja 25 kilometrov od Udaipurja, je eno najpomembnejših hindujskih romarskih krajev v Radžastanu. Tempelj, ki se nahaja v mestu Eklingdži (Kailashpuri), je vir splošnega imena kraja. Tempelj je zelo velik in spektakularen tako po zamisli kot tudi po izvedbi in je umetniško delo. Šikara se dviga 50 čevljev nad tlemi in ima obseg 60 čevljev. Kip Nandija (bika), obrnjenega proti božanstvu, je mogoče videti na vsakem od štirih vhodov v sanctum sanctorum, ki ima štiri vrata v vsako od štirih smeri. Krasi ga črni kamen Šiva Lingam s petimi obrazi. Starodavni tempelj, ki je star več kot 1300 let, ima ogromen kampus z do 72 svetimi kraji, vključno s samadhi, matematiko in templji, razporejenimi po njem. |
|       | Jezero Fateh Sagar                | 1678        | Jezero Fateh Sagar je umetno jezero v severozahodnem delu Udaipurja. Jezero je prvotno zgradil Maharana Džai Singh, kasneje pa ga je rekonstruiral in razširil Maharana Fateh Singh. V njem je tudi akvarij z imenom 'Under the Sun', ki je bil odprt leta 2017. |
|       | Sukhadia Circle                   | -           | Sukhadia Circle (trg) je veliko krožišče v severnem predmestju mesta in je rekreacijsko središče. Trg ima v središču majhen ribnik, sredi katerega leži 21 ft visok trinadstropni vodnjak. Vodnjak iz marmorja obdaja motiv pšeničnega klasja, ki je simbol blaginje. |
|       | Sahelijon-ki-Bari                 | 1710–1734   | Sahelion-ki Bari je vrt in turistični prostor v severnem delu mesta. Vrt s fontanami in kioski, lotosovim bazenom in marmornimi sloni je bil postavljen za skupino oseminštiridesetih mladih deklet, ki so spremljale princeso v Udaipur kot del njene dote. |
|       | jezero Pičola                     | 1362        | Jezero Pichola je umetno sladkovodno jezero in je eno od več jezer v mestu Udaipur. Okolica jezera in več otokov v jezeru so se razvijali skozi stoletja s palačami, marmornimi templji, družinskimi dvorci, kopalnimi gati (Gangaur Ghat, Ambrai Ghat, Hanuman Ghat) in čabutarami (dvignjena ploščad, običajno znotraj dvorišča). |
|       | Moti Magri                        | -           | Moti Magri ali Pearl Hill je spomenik radžputskemu junaku Maharani Pratapu. To je v bistvu majhen hrib, na vrhu katerega je bronasti kip Maharane, ki jezdi na svojem najljubšem konju Četak. Postavil ga je Maharana Bhagvat Singh Mevar, prenesel in dokončal pa ga je s pomočjo javnega zaupanja. |
|       | Neemač Mata tempelj               | -           | Neemač mata stoji na hribu blizu jezera Fateh Sagar. Ta lokacija ponuja celovit pogled na celoten Udaipur. |
|       | Karni Mata                        | -           | Tempelj Karni mata stoji v Doodh Talai blizu Pičole. Obstaja žičnica, ki obiskovalce popelje na hrib, na katerem ta tempelj stoji. Ponuja pogled na jezero Pičola, Džag Mandir in Doodh Talai. Z vrha se vidi celotno mesto. |
|       | Pratap Gaurav Kendra              | -           | Pratap Gaurav Kendra Raštrija Tirtha je na Tiger Hillu. Začel ga je Veer Šromani Maharana Pratap Samiti, njegov cilj pa je zagotoviti informacije o Maharana Pratapu in zgodovinski dediščini območja s pomočjo sodobne tehnologije. |
|       | Gulab Bagh in Zoo                 | -           | Gulab Bagh je največji vrt v Udaipurju, in je v središču mesta. Znan je po številnih nasadih in vključuje različne zanimivosti, vključno z ribniki, knjižnico, vlakom igrače, zoološkim parkom, templji in verskim mestom za Arja Samadž, pa tudi več vladnih uradov. |
|       | Park Pratap                       | 2016        | Park Pratap je vrt blizu brega jezera Pičola. Ima odprto telovadnico in številne druge znamenitosti. Pridobil je privlačnost zaradi napisa s črkami v velikosti človeka I LOVE UDAIPUR, s pogledom na jezero Pičola in mestno palačo v ozadju. |
|       | Jezero Udaisagar                  | 1565        | Jezero Udai Sagar je eno od petih osupljivih jezer v Udaipurju. To jezero, ki je približno 13 kilometrov vzhodno od Udaipurja, je leta 1559 začel graditi Maharana Udai Singh. Jezero je dejansko rezultat jezu, ki so ga zgradili na reki Berač, da bi oskrbovali kraljestvo Maharane z ustrezno vodo. Jezero Udai Sagar je dolgo 4 km, široko 2,5 km in najgloblje okoli 9 metrov. |

## Kultura
Udaipur ima bogato kulturno dediščino iz preteklosti, npr. jezera, templje, ogromne utrdbe in palače. Mesto je ohranilo ravnovesje med ohranjanjem obredov in tradicij iz preteklosti, hkrati pa sledilo sodobnemu napredku in spremembam v življenjskem slogu. Kot kateri koli drug kraj v zvezni državi Radžastan imata ljudski ples in glasba pomembno mesto pri dodajanju kulturnega bogastva mesta. Dinamični in živahni plesi Bhajai, Ghomar, Kaččhi Ghodi, Kalbelija in Terahtali dodajo iskrico bogati kulturni dediščini Udaipurja.
- Ples Ghomar je del hindujske kulture regije Mevar v Radžastanu. To je skupnostni ples za ženske in se izvaja ob ugodnih priložnostih, ko se dame gibljejo v krogu.
- Kalbelia, ena najbolj čutnih plesnih oblik Radžastana, izvaja skupnost krotilcev kač Kalbelija s plesalkami Sapera, oblečenimi v dolga črna krila, izvezena s srebrnimi trakovi.
- Ples Bhajai je sestavljen iz zakritih plesalk, ki med piruetami uravnotežijo do sedem ali devet medeninastih vrčev in se nato s podplati zibljejo na vrhu kozarca ali na ostrini meča.[26]
- Ples Kaččhi Ghodi se izvaja na navideznih konjih, kjer moški v dovršenih kostumih jahajo okrašene navidezne konje. Ti plesalci se z meči premikajo ob udarcih bobnov in petkov.[27]

Po vrsti tradicij in verskega pomena različni plesi dopolnjujejo sejme in festivale v mestu. Glasba je v glavnem sestavljena iz uporabe morčanga, naada, tanpure in sarangija, med mnogimi drugimi glasbili.
Miniaturne slike so med najbolj znanimi slikami, ustvarjenimi pod pokroviteljstvom vladarjev Radžastana. Najpreprostejše med njimi so narejene na stenah in v ljudskem slogu imajo kljub temu nekaj okusov fresk, ki jih vidimo v starih palačah. Tradicija poslikave sten hiš s prizori iz mitoloških in viteških zgodb je v Radžastanu prevladovala že več stoletij. Prebivalci mesta uporabljajo takšne stenske poslikave za dekoracijo med poročnimi slavji. Med miniaturnimi slogi poslikav so posebej opazne pičvais, ki so narejene na platnu, in phad, narejene na zvitku blaga v ljudskem slogu.
Bharatiya Lok Kala Mandal je kulturna ustanova s sedežem v mestu. Inštitut s svojim muzejem je platforma, ki prikazuje zbirko radžastanske kulture. Muzej ponuja vpogled v življenjski slog kraljeve dobe v Udaipurju in ima zbirko oblek, plemenskega nakita, turbanov, lutk, mask, glasbil, slik in lutk. Z različnimi kulturnimi dogodki, vključno s predstavami ljudskih pesmi in plesov, gledališčem in lutkovnimi predstavami, zavod izpostavlja različne družbene stigme in se s tem izkazuje kot močno izobraževalno orodje za množice.